# McKinney, Texas
McKinney, Texas là một thành phố thủ phủ quận Collin trong tiểu bang Texas, Hoa Kỳ. Thành phố có tổng diện tích 62,2 dặm vuông Anh (161 km2), trong đó diện tích đất là 62,2 dặm vuông Anh (161 km2). Theo điều tra dân số Hoa Kỳ năm 2010, thành phố có dân số 131.117 người, là thành phố đông dân thứ 187 tại Hoa Kỳ và thành phố lớn thứ bang Texas năm 2010. McKinney là một trong những cộng đồng dân cư phát triển nhanh chóng trong số cộng đồng ở rìa phía đông bắc của Dallas-Fort Worth Metroplex. Cả hai thành phố và quận được đặt tên theo Collin McKinney, một người ký tên của Tuyên ngôn Độc lập của Texas, và một đại biểu quốc hội khu vực sông Red của Cộng hòa Texas.